# Saint-Pantaléon-les-Vignes
Saint-Pantaléon-les-Vignes is een gemeente in het Franse departement Drôme (regio Auvergne-Rhône-Alpes) en telt 321 inwoners (2005). De plaats maakt deel uit van het arrondissement Nyons.

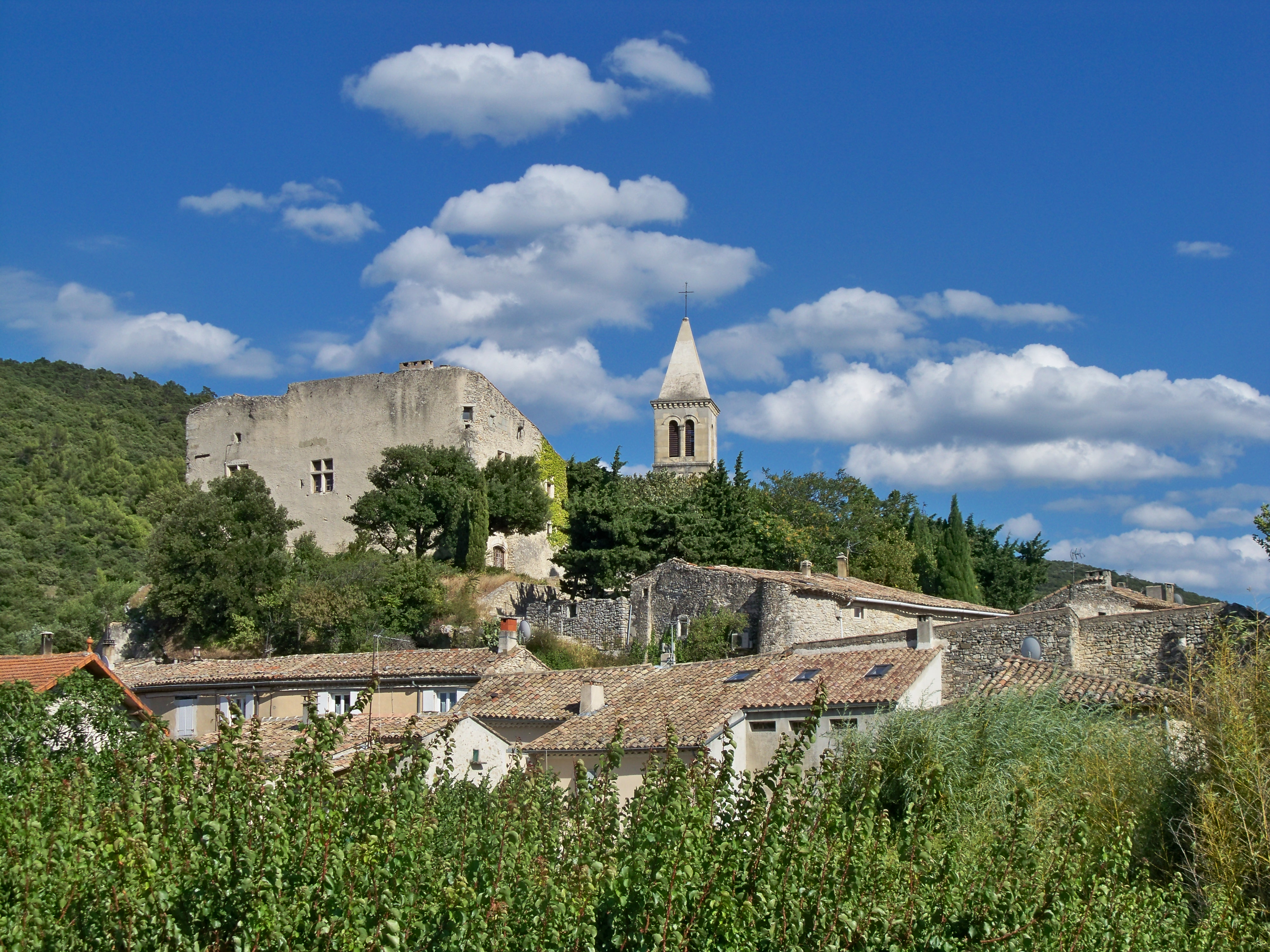
Saint-Pantaléon-les-Vignes
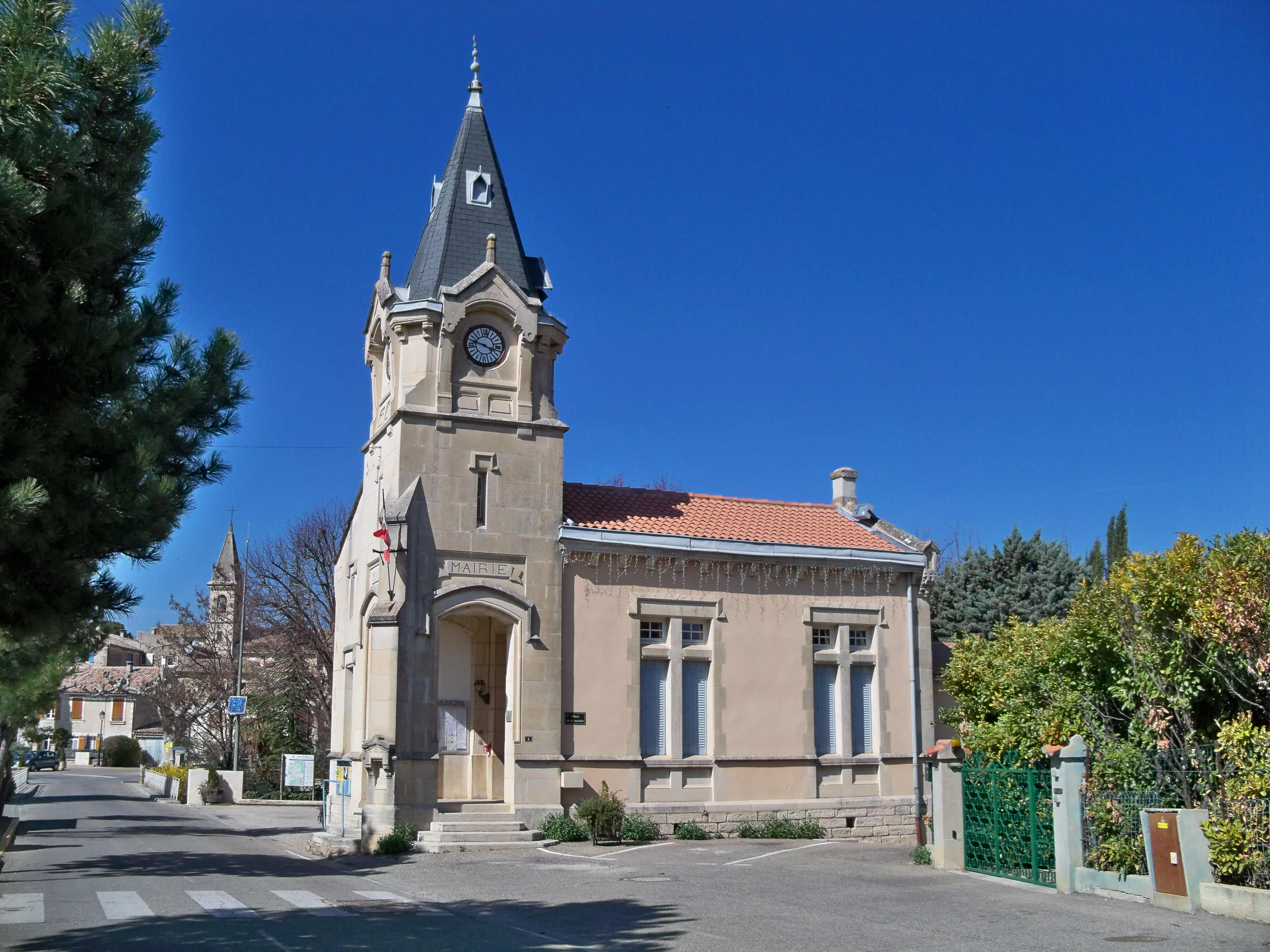
Gemeentehuis
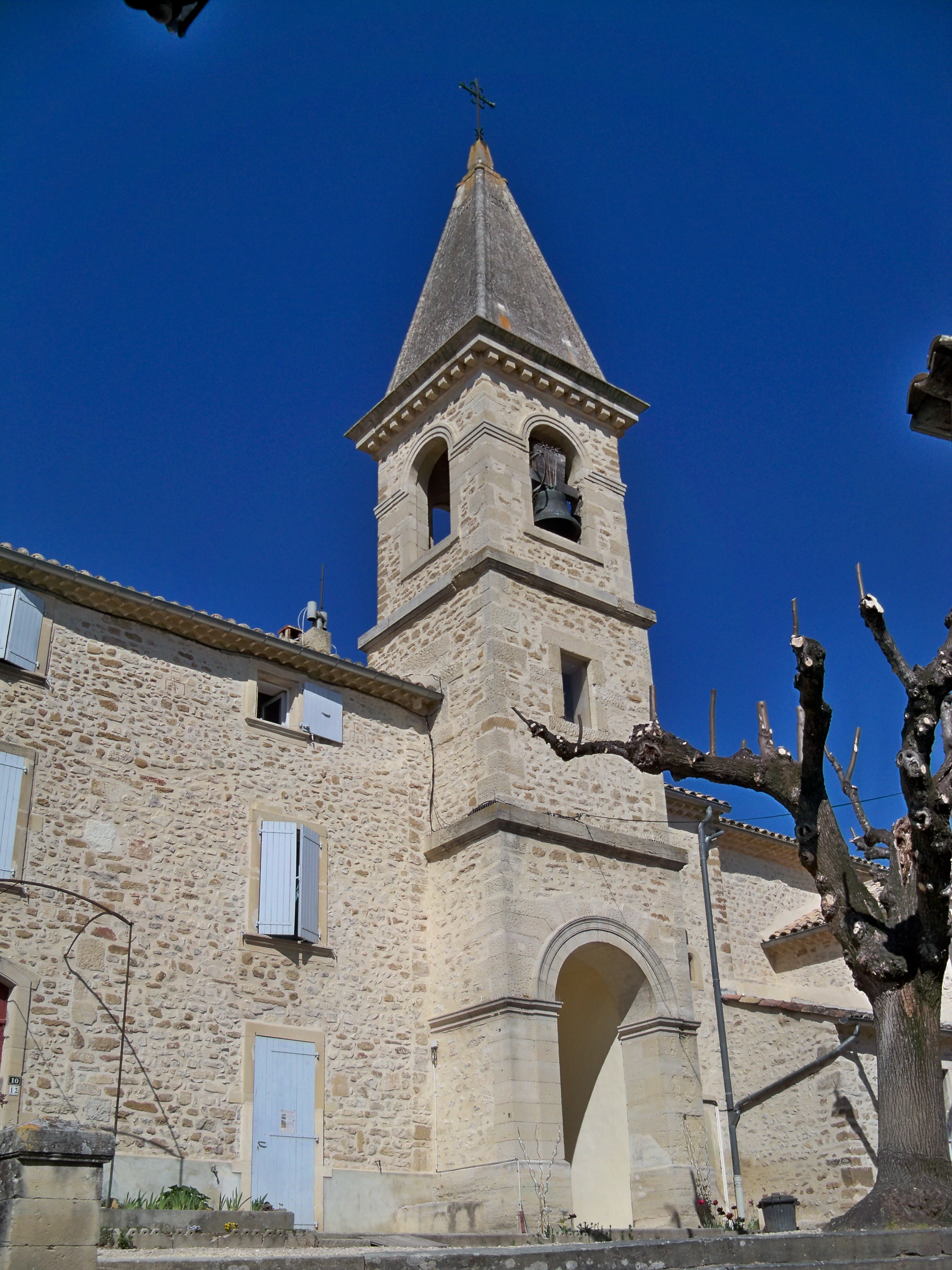
Kerk van Saint-Pantaléon-les-Vignes

## Geografie
De oppervlakte van Saint-Pantaléon-les-Vignes bedraagt 8,4 km², de bevolkingsdichtheid is 38,2 inwoners per km².

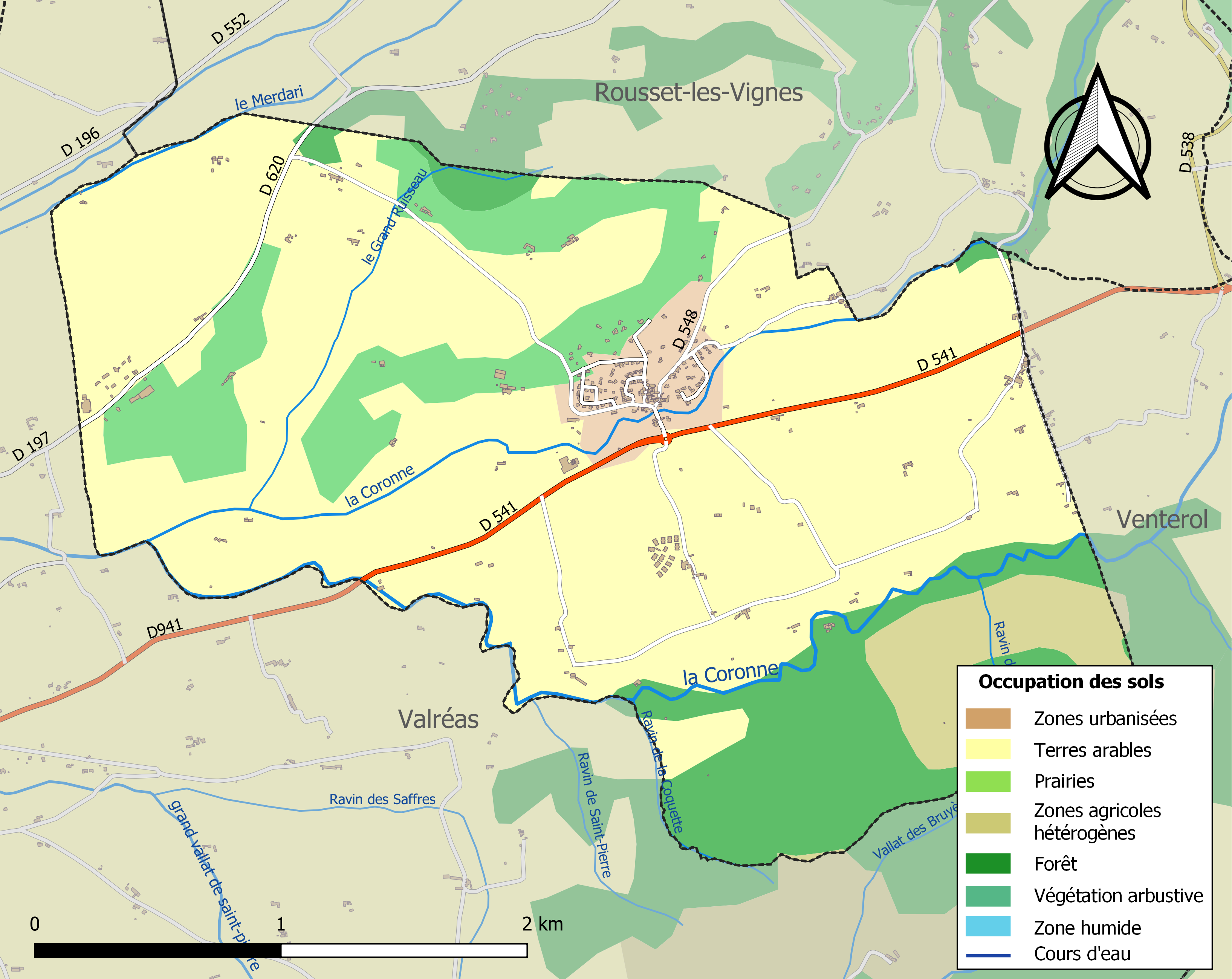
Kaart van de gemeente met belangrijkste infrastructuur, bodemgebruik en omliggende gemeenten

## Demografie
Onderstaande figuur toont het verloop van het inwonertal (bron: INSEE-tellingen).